# Nannogryllacris niaoulii
Nannogryllacris niaoulii is een rechtvleugelig insect uit de familie Gryllacrididae. De wetenschappelijke naam van deze soort is voor het eerst geldig gepubliceerd in 1968 door Kaltenbach.